# Île Toc Vers
Île Toc Vers mala je otočna skupina uz sjevernu obalu Svetog Bartolomeja na Karibima. Oni su najsjeveroistočniji u nizu otoka koji uključuju Île Chevreau i Île Frégate. Grupa Île Toc Vers sastoji se od tri mala stjenovita otoka, poredana u smjeru sjever-jug, visine između 15 i 43 metra. Najveći otok skupine je u sredini. Nalazi se unutar Nacionalni rezervat prirode Svetog Bartolomeja.